# Porte Saint-Antoine
La porte Saint-Antoine, aujourd'hui disparue, était une des portes de Paris, à l'extrémité orientale de la ville.
Il y eut successivement deux portes Saint-Antoine, la première du tout début du XIIIe siècle et la seconde qui a existé du milieu du XIVe jusqu'à la fin du XVIIIe siècle, à deux endroits différents le long de la rue Saint-Antoine, dans l'actuel 4e arrondissement de Paris. La seconde fut la plus connue, protégée par la forteresse de la Bastille.

## Historique

### Une première porte: la porte Baudoyer
Une des plus anciennes voies de la capitale fut, dès l'époque romaine, celle qui partait du centre de Paris à destination de Meaux et de Melun. Le début de cette route dans Paris était la rue du Pourtour-Saint-Gervais (l'extrémité occidentale de l'actuelle rue François-Miron), jusqu'à la porte dans l'enceinte du Xe siècle près de la place Baudoyer (à l'actuel croisement des rues du Pont-Louis-Philippe et François-Miron)  (48° 51′ 20,9″ N, 2° 21′ 22,71″ E). Au-delà des murailles, la route portait le nom de « rue Saint-Antoine » (aujourd'hui rue François-Miron, de la rue des Barres à la rue de Fourcy), car elle desservait l’abbaye Saint-Antoine-des-Champs (à l'emplacement actuel de l’hôpital Saint-Antoine, dans le 12e arrondissement), créée au tout début du XIIIe siècle.

### Première porte Saint-Antoine (Philippe Auguste)

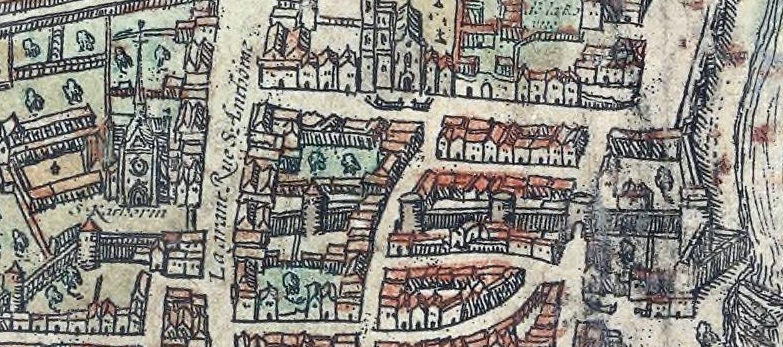
L'enceinte de Philippe Auguste dans le quartier Saint-Paul avec l'emplacement de la porte Saint-Antoine (plan de Braun et Hogenberg, vers 1530).

Quand Philippe Auguste fit édifier l'enceinte qui porte son nom, une nouvelle porte fut construite 450 mètres au-delà de la précédente porte, au niveau du 101, rue Saint-Antoine, juste à l'est du croisement de cette dernière rue avec la rue de Sévigné, devant l'actuelle église Saint-Paul-Saint-Louis (48° 51′ 18″ N, 2° 21′ 41″ E). Cette première porte est parfois elle aussi appelée « porte Baudoyer » ou « porte Baudet » ; elle est démolie en 1382 pour faciliter la circulation,.
Ce site est desservi par la station de métro Saint-Paul.

### Seconde porte Saint-Antoine (Charles V)

#### Fortifications
Charles V ordonna en 1356 l'édification d'une nouvelle muraille, qui remplaça sur la rive droite l'enceinte de Philippe Auguste.
Seules six portes furent créées pour permettre le contrôle de l'accès à la capitale. Parmi elles était la porte Saint-Antoine, élevée à la hâte et protégée par deux tours. Elle se situait au débouché de la rue Saint-Antoine, au-delà des fossés de la Bastille sur l'actuelle place de la Bastille (48° 51′ 11,44″ N, 2° 22′ 06,13″ E), place qui occupe maintenant l'emplacement des fossés et du glacis. On la construisit sous Henri II, afin d'enfermer la forteresse dans Paris. Le tracés des deux tours est actuellement toujours visible sur le pavage de la place.
Le roi, qui, à la suite d'une émeute menée par Étienne Marcel, avait fui sa résidence du palais de la Cité pour ses hôtels du Marais, ordonna la construction du « chastel Saint-Antoine », pour protéger sa résidence, à l'emplacement de la porte Saint-Antoine (dont les deux tours devinrent les tours dites du Trésor et du Comté) : cette forteresse pris le nom de Bastille Saint-Antoine (ou simplement la Bastille), terminée en 1382.
Après une courte période durant laquelle la circulation entre la rue Saint-Antoine et l'extérieur de la ville s'effectuait en traversant la forteresse et son avant-cour, la cour de l’Avancée, qui abritait des boutiques et une caserne, ce passage fut condamné au début du XVe siècle et détourné par une nouvelle porte construite au nord de la Bastille se prolongeant par un pont enjambant le fossé du rempart et donnant accès à la rue du Faubourg-Saint-Antoine. Le débouché de la rue Saint-Antoine fut alors élargi pour permettre l'accès à cette porte. Cet élargissement correspond à l'actuelle rue de la Bastille. Le pont sur le fossé du rempart de l'ancien parcours public devint une sortie privée (48° 51′ 13,54″ N, 2° 22′ 06,9″ E).
L'enceinte de Charles V fut transformée en enceinte bastionnée au XVIe siècle, avec les bastions 11 (le « grand bastion de la porte Saint-Antoine ») et 12 (« de la pointe de la Bastille ») qui encadraient au nord et au sud la porte Saint-Antoine. Au-delà de la porte, extra muros, commence à s'urbaniser un nouveau quartier (rattaché au 15e quartier de la Ville en 1702), le faubourg Saint-Antoine. Quatre routes devenues des rues formaient un carrefour à l'est de la porte : la rue de la Roquette, la rue de Charonne, la rue du Faubourg-Saint-Antoine et la rue de Charenton.
À cet endroit avaient lieu des criées d'évènements. Ainsi, en aout 1527, fut annoncée (ainsi qu'au Châtelet et au gibet de Montfaucon) l'exécution imminente, au susdit gibet, de Jacques de Beaune, baron de Semblançay, mentionnée dans une épitre de Clément Marot.
Ce site est desservi par la station de métro Bastille.

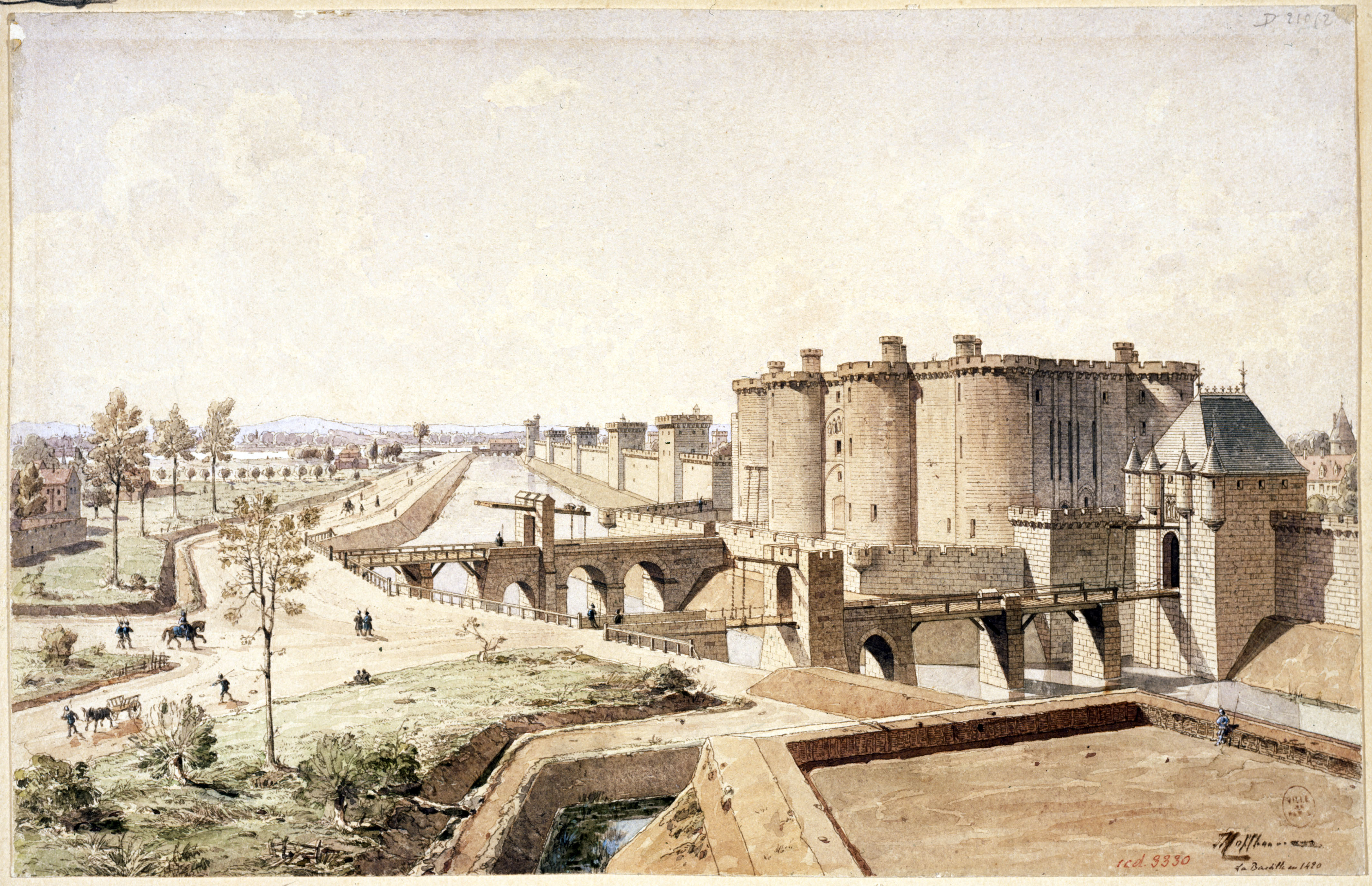
Reconstitution des fortifications orientales de Paris en 1420 : de gauche à droite, les fossés enjambés par les ponts (avec ponts-levis), la Bastille et la porte Saint-Antoine fortifiée.
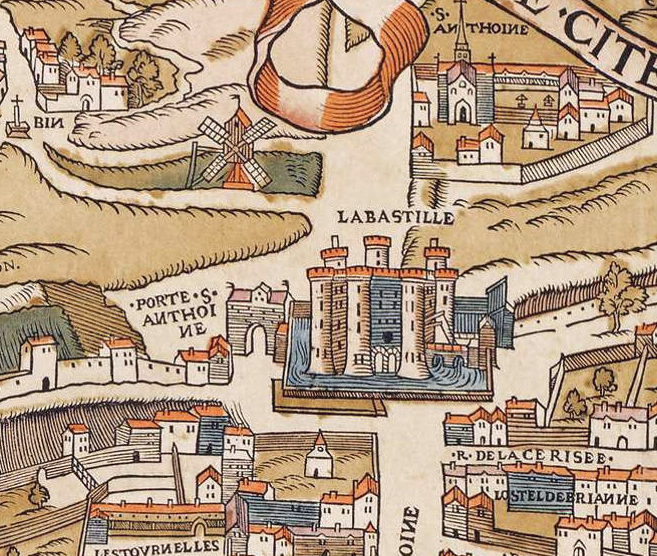
Porte Saint-Antoine sur le plan de Truschet et Hoyau (vers 1550).
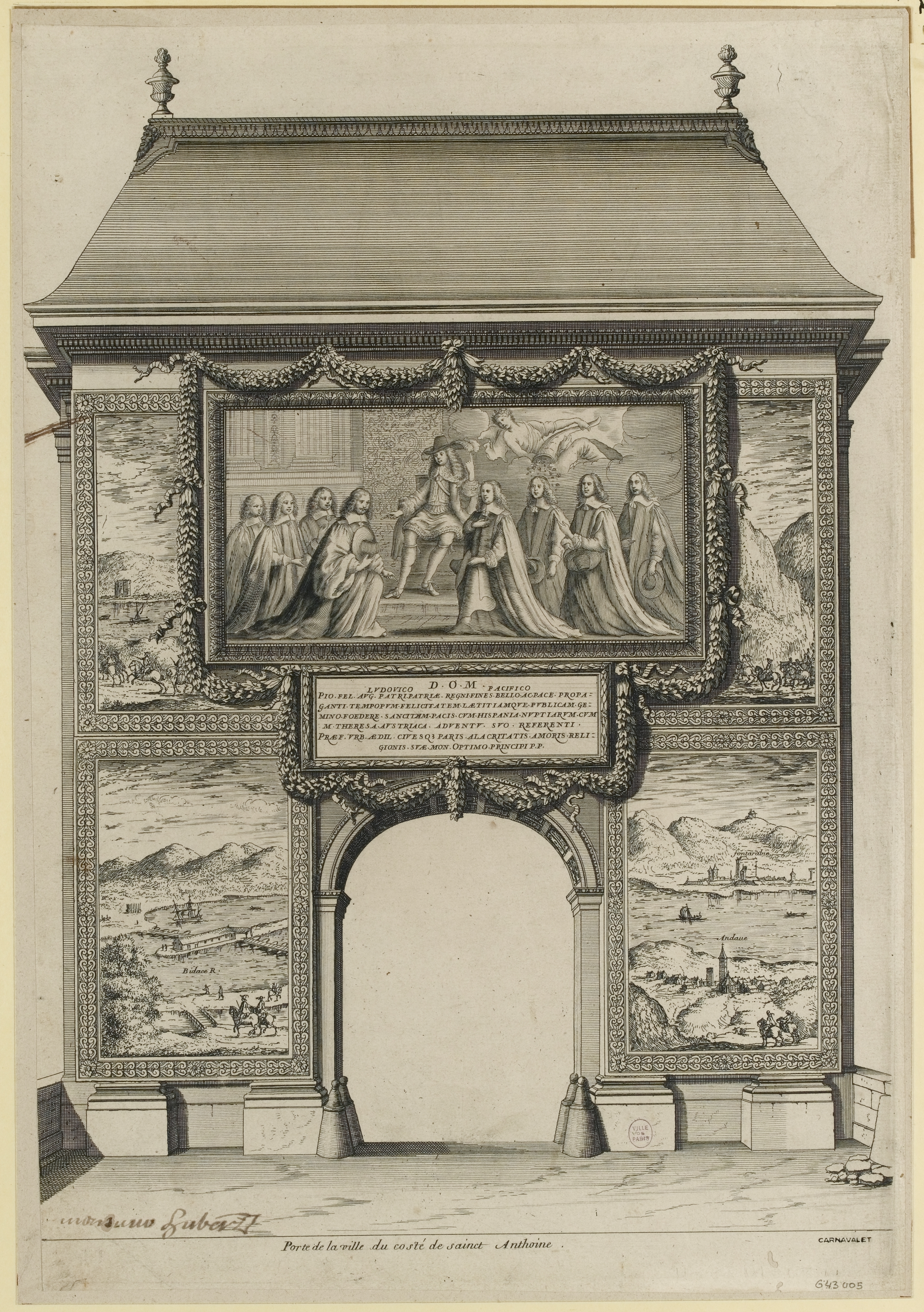
La vieille porte médiévale Saint-Antoine recouverte de tapisseries et de peintures à l'occasion de l'entrée solennelle de Louis XIV et Marie-Thérèse à Paris en 1660

#### L'avant-porte de 1585
Lors de l'entrée solennelle de Henri II et Catherine de Médicis les 16 et 18 juin 1549, et de celle d'Henri III le 13 septembre 1573, des arcs de triomphe éphémères avaient été élevés en avant de la porte médiévale, si bien que quand la municipalité décida en 1585 de reconstruire le pont dormant devant la porte médiévale, elle décida embellir par un « grand portique » le débouché du nouveau pont.
Dessiné par Thibault Métezeau, il s'agissait d'un mur écran en forme d'arc de triomphe, à trois travées séparées par des pilastres. La travée médiane superposait à la porte principale, côté ville, sur des rampants, deux sculptures de la Seine et la Marne. Un large fronton, orné des armes de France et de Pologne, couronnait cette travée. Le côté ville était orné de trois sculptures de Germain Pilon, Notre-Dame, saint Denis et sainte Geneviève.

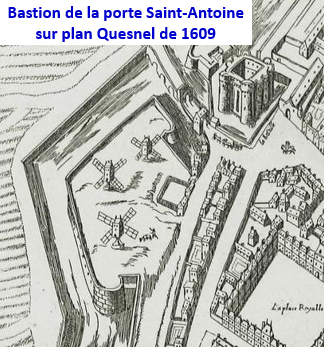
Sur ce plan dessiné par François Quesnel en 1609, on voit bien la porte médiévale et son avant-portail au débouché du pont dormant.
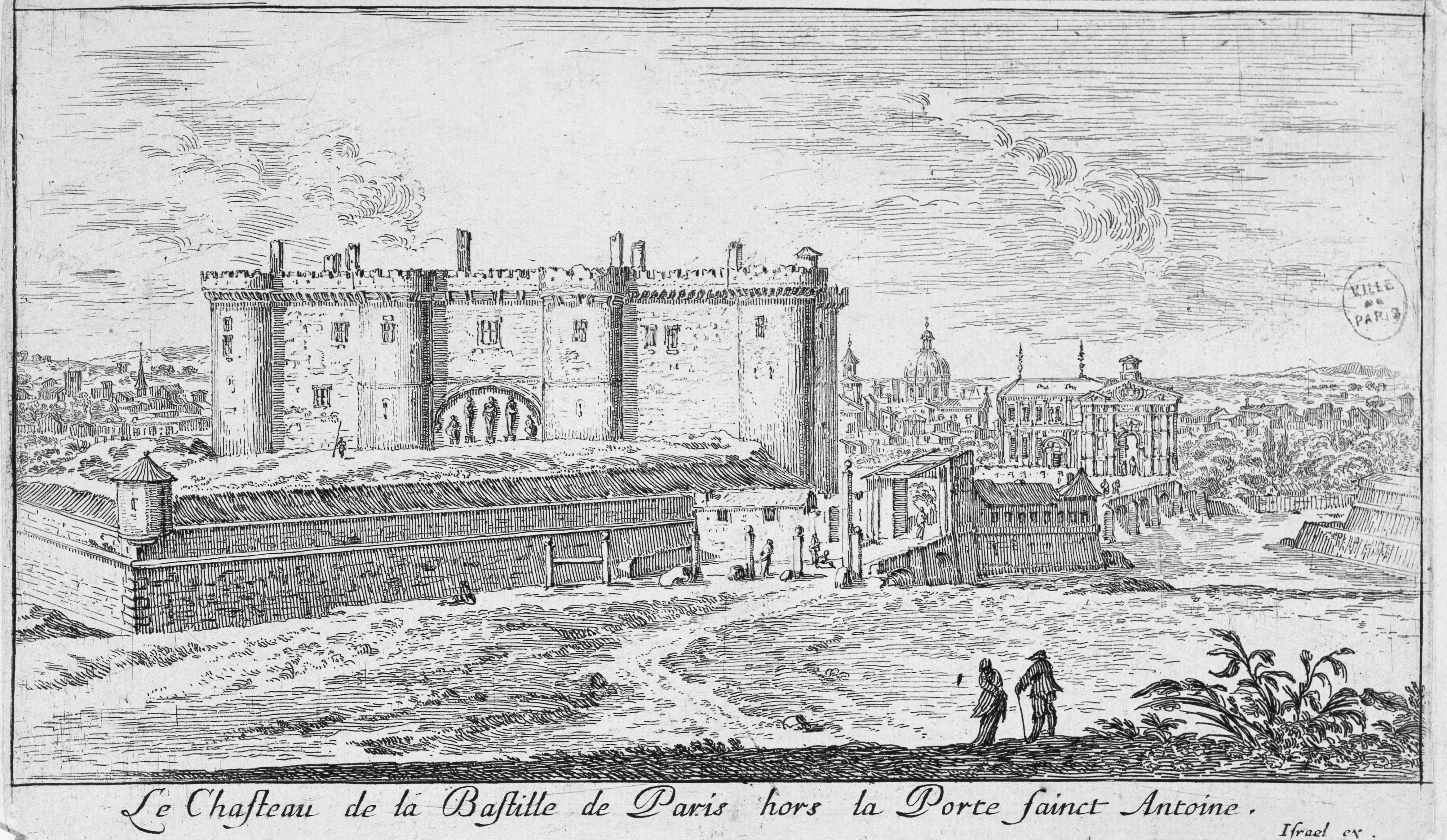
Vue du portail de Métezeau avant les modifications de 1660.

#### La porte de 1660
A l'occasion de l'entrée solennelle de Louis XIV et de Marie-Thérèse le 26 août 1660, le prévôt des marchands et les échevins décidèrent d'embellir la porte de 1585 afin de l'intégrer à la série d'arcs élevés pour cette occasion. 
Si la porte de 1585 conserva sa structure (on ajouta seulement deux ailes basses élargissant la façade, dans lesquelles deux guérites étaient aménagées, éclairées par des oeils-de-boeuf.), le décor fut entièrement renouvelé : Gérard Van Opstal sculpta au fronton la France et l'Espagne unies par Hyménée, Thibault Poissant le buste de Louis XIV jeune sur la clef de voute de la porte principale, et François Anguier deux statues allégoriques Spes Gallica et Securitas Publica. Seuls les deux fleuves furent maintenus à leur place.

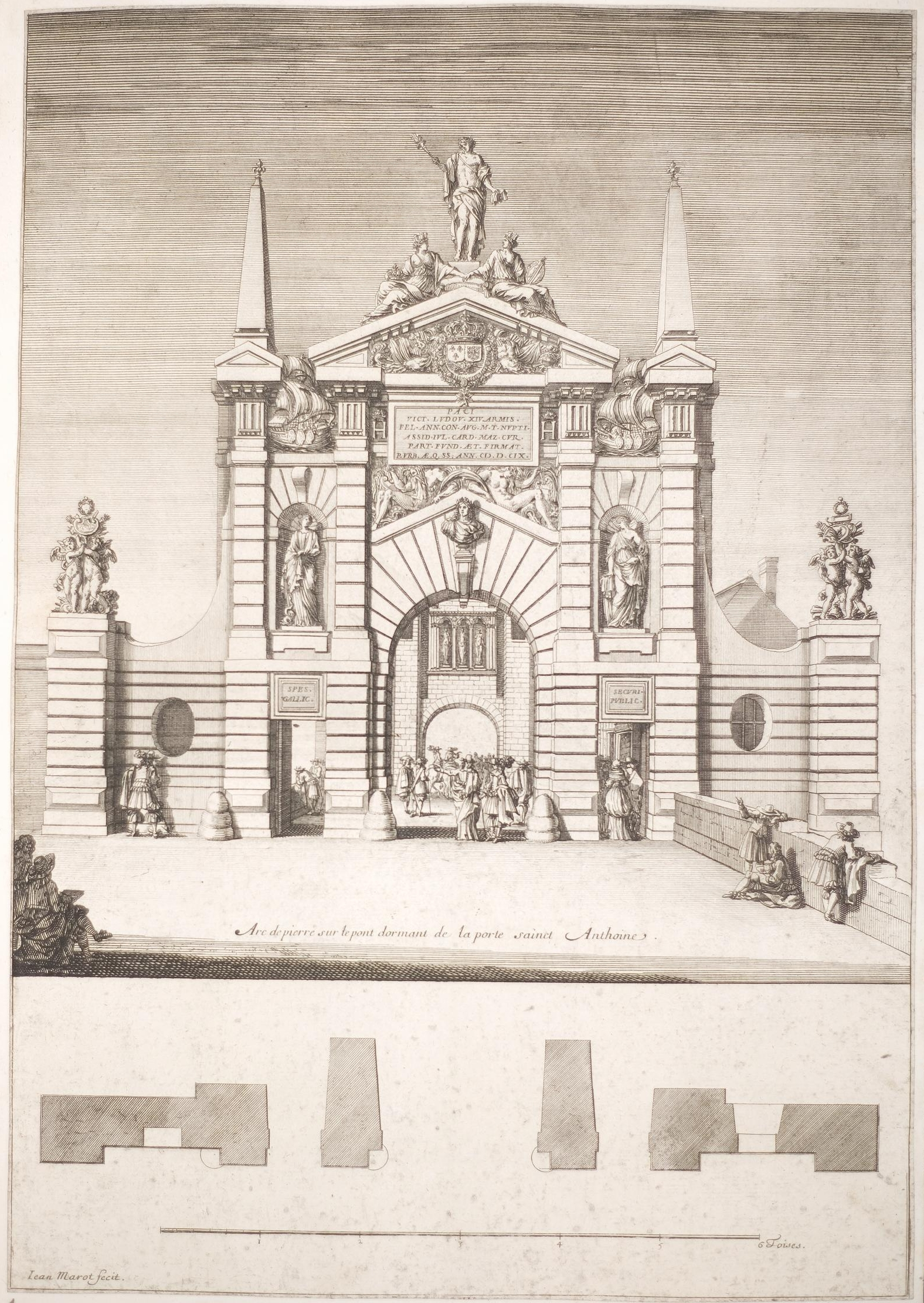
La porte de 1660, élargie avec son décor renouvelé, mais conservant les H de Henri III. On aperçoit au fond la veille porte médiévale.
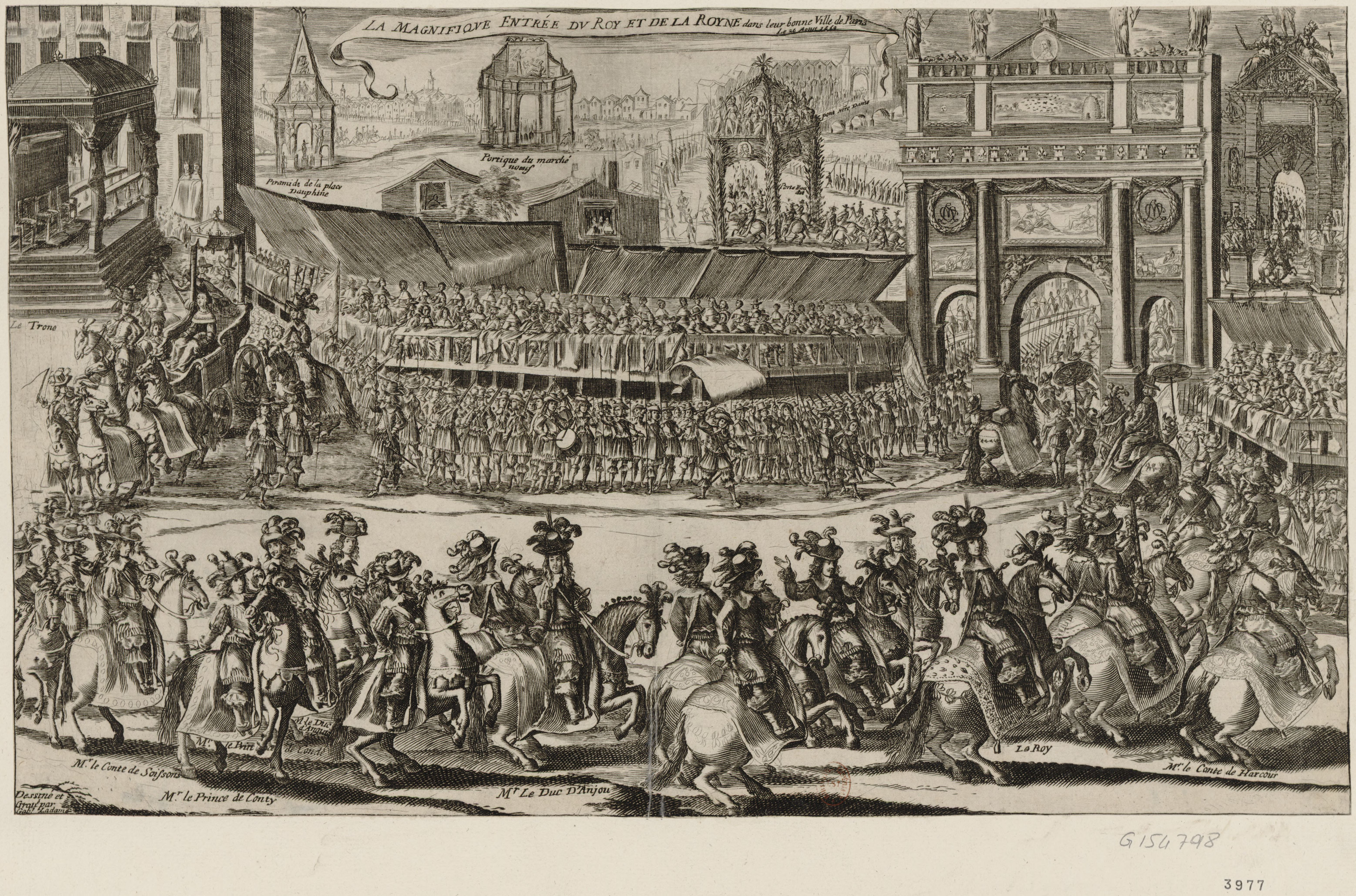
La porte Saint-Antoine (à l'extrême droite) lors de l'entrée de Louis XIV en 1660.

#### La porte de Blondel
À partir de 1671, Louis XIV et Colbert engagèrent un vaste projet d'urbanisme pour ouvrir la ville. La mise en valeur de la porte Saint-Antoine fut confié à François Blondel, également chargé des portes Saint-Denis et Saint-Bernard. C'est à cette occasion que la vieille porte médiévale fut démolie avec l'ensemble du front est de l'enceinte de Charles V. Le pont dormant fut transformé en une vaste chaussée.
Blondel conserva la structure existante de la porte, surélevant les ailes de 1660, en les évidant d'arcs de même ampleur que l'arc central. Le niveau de la frise était prolongé avec des métopes inscrivant en alternance les chiffres royaux et le soleil, tandis qu'un entablement venait couronner le tout, les petites pyramides de 1660 venant orner les extrémités.
Le côté ville, livré aux regards à la suite de la suppression de la porte médiévale reçu un traitement architectural : les trois arcs furent précédés d'avant-corps à pilastres portant chacun un arc de même dessin que celui du passage.
C'est sous cette même porte que le jeune Louis XV fit son entrée en 1715, mais les gravures nous montrent une porte moussue et vieillie, ayant perdu une partie de ses pyramides. L'accroissement de la circulation décida les édiles à sa démolition complète en 1778.

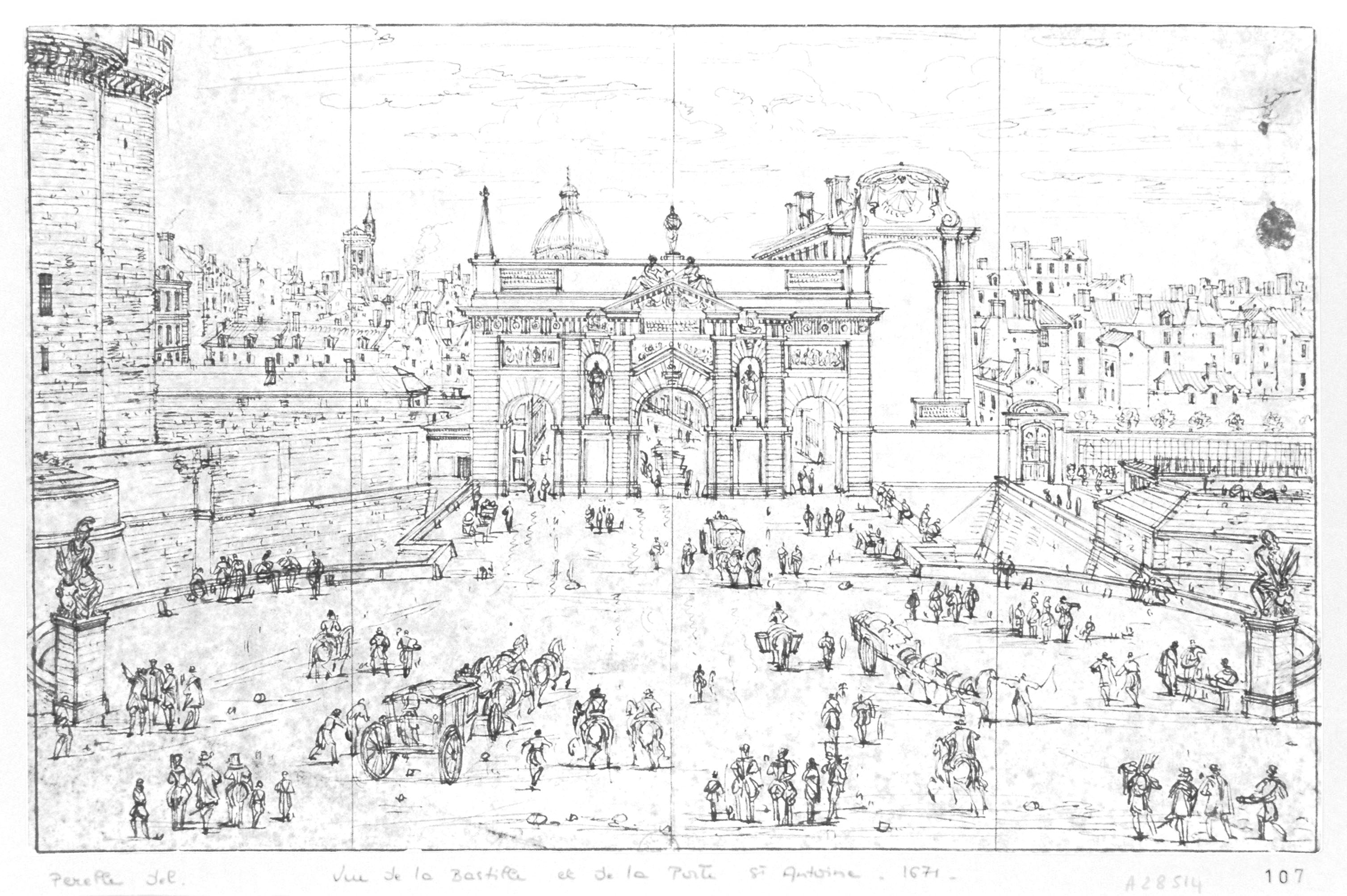
La porte de Blondel en 1671
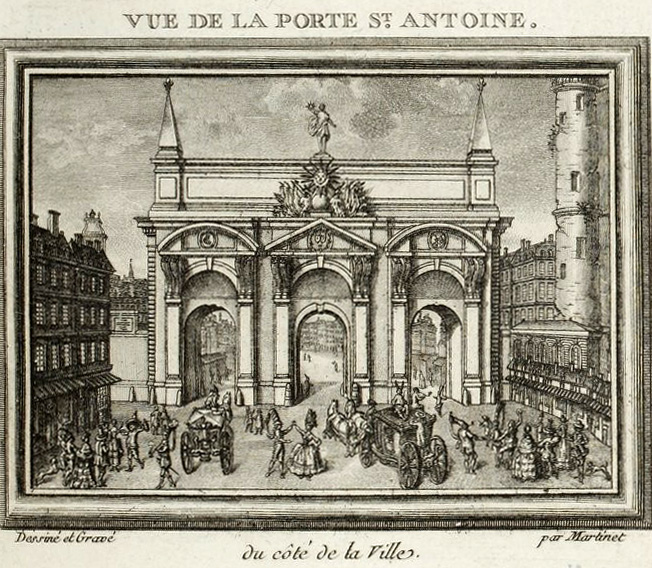
la porte de Blondel, du côté de la ville
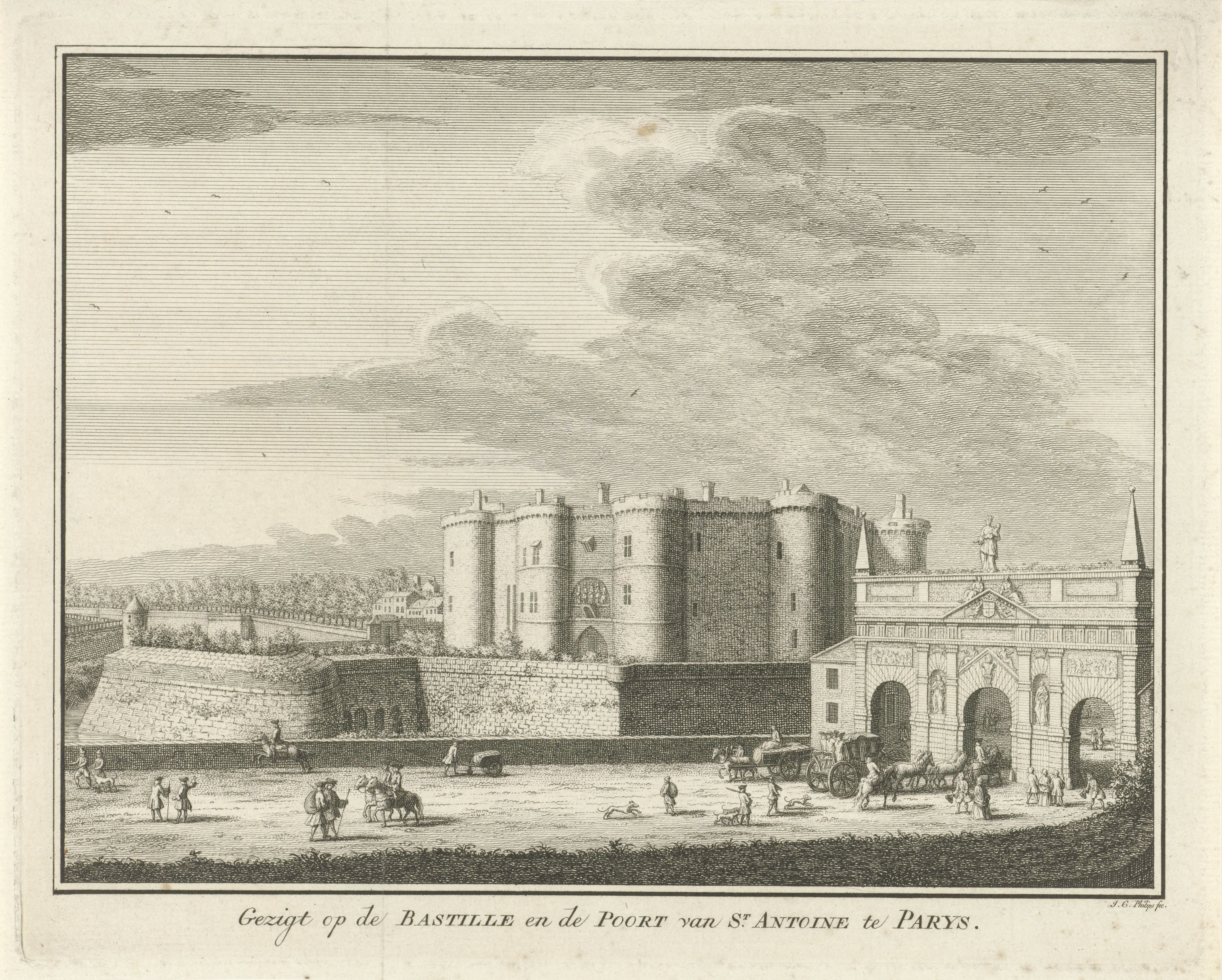
La porte Saint-Antoine et la Bastille au XVIIIe siècle
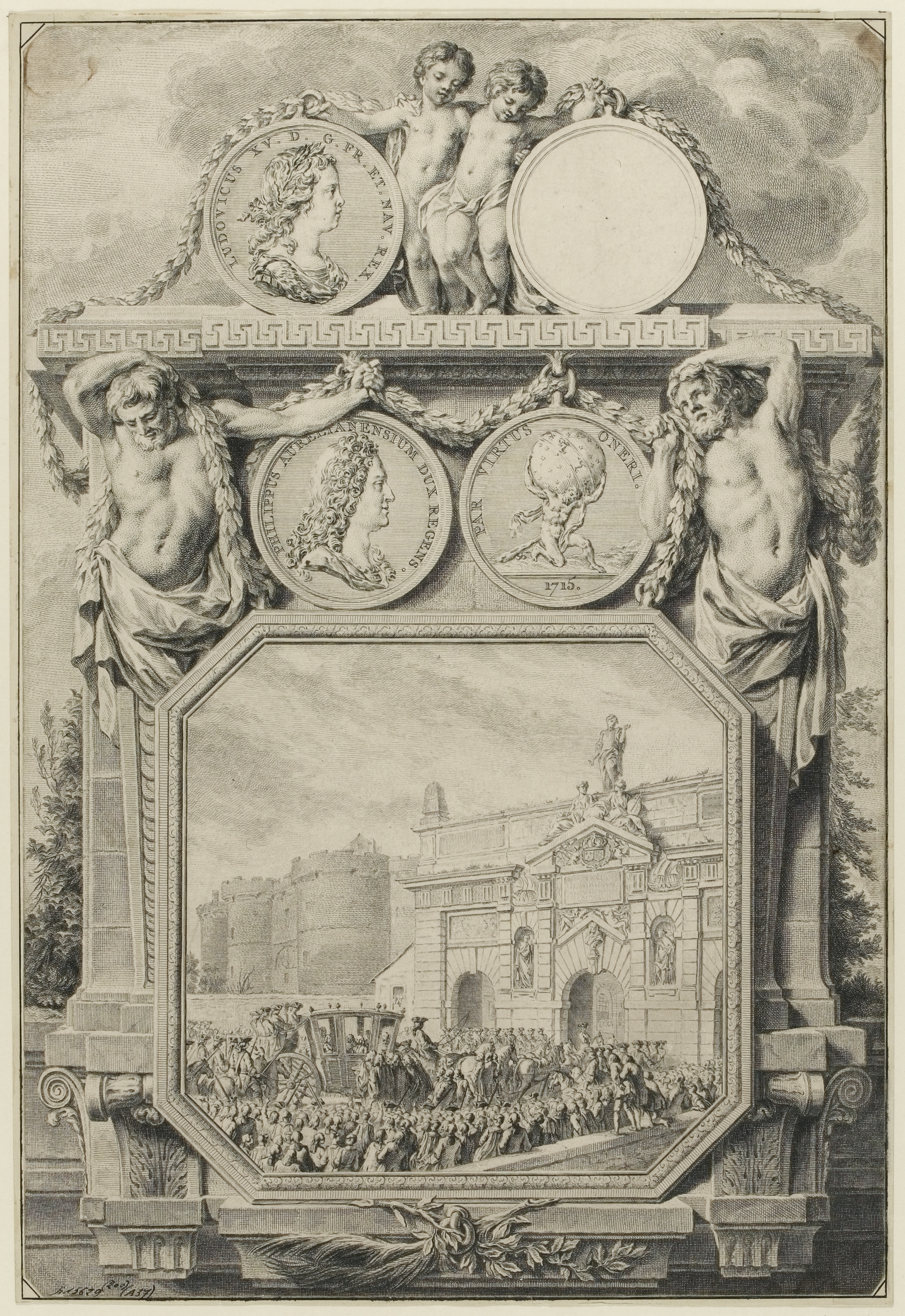
La Porte Saint-Antoine vieillie lors de l'entrée de Louis XV en 1715

#### Événements

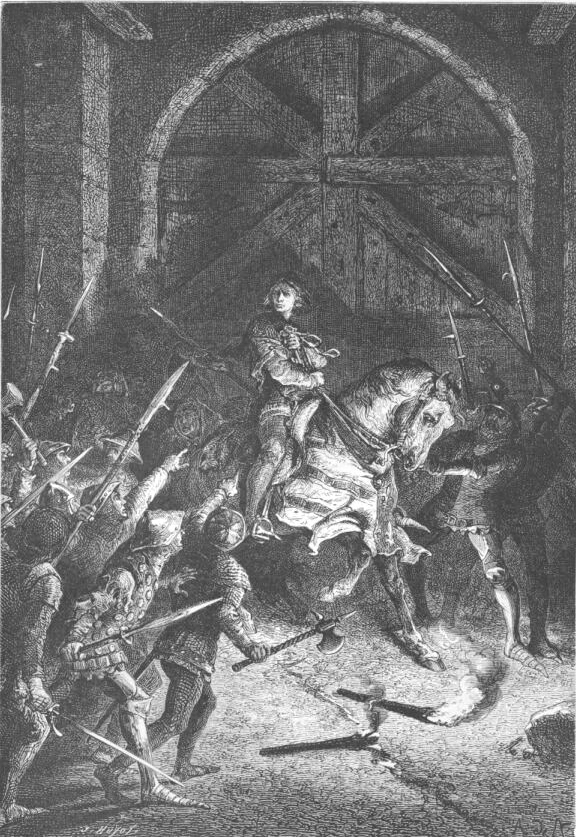
Étienne Marcel surpris à la porte Saint-Antoine en 1358.

- Étienne Marcel, prévôt des marchands et représentant du tiers état aux états généraux de 1357, opposé au roi Charles V, est abattu en 1358, avec 54 de ses compagnons, en tentant de rentrer dans Paris de nuit.
- Sous Charles VI, c'est par trois fois que les Parisiens traversent la porte pour envahir l'hôtel Saint-Pol.
- Lors de la guerre civile entre Armagnacs et Bourguignons, 1 500 Armagnacs passent la porte, le 1er juin 1418, avant d'être repoussés par les Bourguignons.
- Le 1er juin 1540, l'empereur du Saint-Empire et roi d'Espagne Charles Quint y fait son entrée dans la capitale, rue Saint-Antoine, au côté du roi François Ier : la Bastille tira 800 coups de canon, les maisons étaient décorées de tapisseries et de draperies, les bourgeois, la cour et le clergé défilèrent[12].
- À l'ancienne porte Saint-Antoine, détruite, près de l'hôtel des Tournelles, Henri II participa, le 30 juin 1559, à un tournoi durant lequel il fut mortellement blessé.
- Le duc de Guise, en 1588, fit sortir les Suisses désarmés par la porte Saint-Antoine.
- C'est à la porte Saint-Antoine que les ligueurs opposèrent la dernière résistance aux troupes d'Henri IV.
- En 1610, Louis XIII fit une entrée solennelle après son sacre à Reims.
- En 1648 se tint à la porte Saint-Antoine l'une des plus importantes barricades lors du soulèvement populaire dû au renvoi de Broussel par Mazarin.
- C'est par cette même porte que, le 2 juillet 1652, Condé, pourchassé par les troupes royales de Turenne, put entrer dans Paris, grâce aux coups de canon tirés de la Bastille sur l'ordre de la Grande Mademoiselle.
- Entrée solennelle de Louis XIV et de Marie-Thérèse le 26 août 1660[12].
- Le 14 juillet 1789, c'est autour de la porte Saint-Antoine que tonna le premier coup de canon annonçant la Révolution française.

#### Destruction

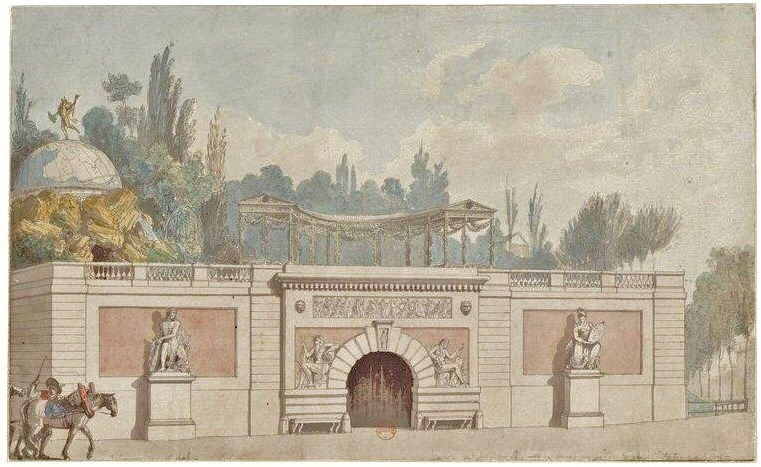
Porte du jardin Beaumarchais, réemployant des éléments sculptés récupérés de la porte Saint-Antoine, dont les deux fleuves placés de part et d'autre de la porte.

N'ayant plus l'utilité première de protection et devenant une entrave à la circulation, la porte Saint-Antoine fut détruite en 1778.
Les deux sculptures d'Anguier, l'Espérance et la Sureté publique furent déposées dans le jardin de l'hôtel de la Michodière, rue de Braque, et sont actuellement conservées au musée Carnavalet, tandis que les deux fleuves sculptés et les deux bas-reliefs qui étaient au-dessus des petites portes furent recueillies par Beaumarchais qui les plaça autour d'une porte de dégagement à l'extrémité de son jardin, du côté de la rue du Pasteur-Wagner. Les deux fleuves sont maintenant conservés au Musée national de la Renaissance à Ecouen.